# كاغليوسترو تنتقم
كاغليوسترو تنتقم، بالفرنسية La Cagliostro se venge، رواية بوليسية من تأليف موريس لوبلان ظهرت فيها شخصية أرسين لوبين، نشرت في يوليو/تموز 1935 وتعد تتمة لرواية "الكونتيسة كاغليوسترو".

## ملخص الرواية
في نهاية الرواية السابقة، كونتيسة كاغليوسترو، تزوج لوبين وأنجب ابنا، لكن سعادته لم تدم لوقت طويل، فقد توفيت زوجته خلال الولادة، وقامت الكونتيسة كاغليوسترو باختطاف ابنه، وهذا ما لوبين ليكرس بقية حياته للسرقة.
بعد حوالي 26 سنة، أعاد لوبين الزواج وقرر التقاعد ووضع حد لمغامراته متخذا اسم راؤول ليمزي. يكتشف لوبين أمر رجل يقوم بعملية اختلاس من أحد البنوك، ويسطو عليه، مبررا ذلك بأن سرقة السارق لا تعد سرقة. بالأموال التي سرقها يشتري منزلا ليستقر به، لكن تحدث جريمة قتل بالقرب من المنزل، والضحية شابة في ليلة زفافها. تتجه أصابع الاتهام نحو المهندس الشاب فيليسان شارلز، وكان لوبين بصدد توظيفه للقيام ببعض الإصلاحات في بيته الجديد. إلا أن لوبين يفاجئ بأن فيلسيان شارلز ما هو إلا ابنه، الذي اختطفته الكونتيسة كاغليوسترو قبل 26 عاما، ويكتشف أيضا أن الكونتيسة قامت بتنشأته كسارق ماهر، ليجد لوبين نفسه في مواجهة مع ابنه.

## الاقتباس
الحلقة 11 من الموسم الأول لمسلسل أرسين لوبين جاءت تحت عنوان "خواتم كاغليوسترو"، صحيح أن الحلقة لم تقتبس من الرواية مباشرة، لكنها أحداثها ترتبط بعلاقة لوبين بالكونتيسة، وقد عرضت الحلقة 27 مايو/آيار 1971 على قناة تي أف 1. أدى دور لوبين الممثل الفرنسي جورج ديكريار.

## روابط خارجية
باللغة الفرنسية
- الرواية على شكل كتاب إلكتروني.
- الرواية على ويكي مصدر (الجزء الأول فقط).